# Florence Lee
Florence Lee (12 de marzo de 1888 – 1 de septiembre de 1962) fue una actriz cinematográfica estadounidense, activa en la época del cine mudo. 
Nacida en Jamaica, Vermont, actuó en más de 100 producciones entre 1911 y 1931. Falleció en Hollywood, California, a los 74 años de edad.

## Filmografía completa

### Actriz
| - 1911 Teaching Dad to Like Her, de D.W. Griffith y Frank Powell - 1911 Cured, de Frank Powell - 1911 The Chief's Daughter, de D.W. Griffith - 1911 Enoch Arden, de D.W. Griffith - 1911 The Diving Girl, de Mack Sennett - 1912 A Voice from the Deep, de Mack Sennett - 1912 Won by a Fish, de Mack Sennett - 1912 A Close Call, de Mack Sennett - 1912 Willie Becomes an Artist, de Mack Sennett - 1912 Mr. Grouch at the Seashore, de Dell Henderson - 1912 A Mixed Affair, de Dell Henderson - 1912 A Disappointed Mama, de Dell Henderson - 1912 A Ten-Karat Hero, de Dell Henderson - 1912 Like the Cat, They Came Back, de Dell Henderson - 1912 A Limited Divorce, de Dell Henderson - 1912 His Auto's Maiden Trip, de Dell Henderson - 1912 Their Idols, de Dell Henderson - 1912 Bill Bogg's Windfall, de Dell Henderson - 1913 The Best Man Wins, de Dell Henderson - 1913 The High Cost of Reduction, de Dell Henderson - 1913 Kissing Kate, de Dell Henderson - 1913 The Masher Cop, de Dell Henderson - 1913 Oh, What a Boob!, de Dell Henderson - 1913 There Were Hoboes Three, de Dell Henderson - 1913 An Up-to-Date Lochinvar, de Dell Henderson - 1913 Look Not Upon the Wine, de Dell Henderson - 1913 The Power of the Camera, de Dell Henderson - 1913 Edwin Masquerades, de Dell Henderson - 1913 A Lesson to Mashers, de Dell Henderson - 1913 The Trimmers Trimmed, de Dell Henderson - 1913 Just Kids, de Dell Henderson - 1913 Jenks Becomes a Desperate Character, de Dell Henderson - 1913 The Rise and Fall of McDoo, de Dell Henderson - 1913 An Old Maid's Deception, de Dell Henderson - 1913 While the Count Goes Bathing, de Dell Henderson - 1913 Objections Overruled, de Dell Henderson - 1913 Baby Indisposed, de Dell Henderson - 1913 For the Son of the House, de Dell Henderson - 1914 Seven Days - 1914 Bluebeard, the Second - 1914 Our Home-Made Army - 1914 They Called It 'Baby' - 1914 The Squashville School, de Dell Henderson - 1914 A Regular Rip, de Dell Henderson - 1914 The Deadly Dispatch - 1914 His Wife's Pet, de Dell Henderson - 1914 Henpeck Gets a Night Off, de Dell Henderson - 1914 A Fowl Deed, de Dell Henderson - 1914 Thrown Off the Throne | - 1914 Making Them Cough Up, de Dell Henderson - 1914 A Natural Mistake, de Dell Henderson - 1914 The Dentist's Janitor - 1915 A Safe Adventure - 1915 The Cheese Industry - 1915 Getting Into a Scrape - 1915 In the Boarding House - 1915 His Night Out - 1915 The Boob and the Baker - 1915 The Boob and the Magician - 1915 Mud and Matrimony - 1915 His Own Hero, de Dell Henderson - 1915 Saved from the Vampire, de Dell Henderson - 1915 Divorcons - 1916 The Rejuvenation of Aunt Mary, de Edward Dillon - 1919 Red Blood and Yellow, de Broncho Billy Anderson y Jess Robbins - 1921 Tee Time, de James D. Davis - 1921 Seeing Is Believing, de James D. Davis - 1921 On with the Show, de James D. Davis - 1921 The Kid's Pal, de Tom Buckingham - 1921 Playmates, de Fred Hibbard - 1921 Custard's Last Stand, de William Watson - 1921 Cupid's Last Word, de William Watson - 1922 The Trouper, de Harry B. Harris - 1922 Top o' the Morning, de Edward Laemmle - 1923 Blood Test, de Don Marquis - 1923 Mary of the Movies, de John McDermott - 1923 Little Miss Hollywood, de Al Herman - 1924 The Way of a Man, de George B. Seitz - 1924 Jack O'Clubs, de Robert F. Hill - 1924 Circus Lure, de Frank S. Mattison - 1924 A Sagebrush Vagabond, de William James Craft - 1924 All's Swell on the Ocean, de Erle C. Kenton y Jess Robbins - 1924 East of the Water Plug, de Francis Martin - 1924 Bring Him In, de Erle C. Kenton - 1924 Between Fires, de William James Craft - 1924 Virtue's Revolt, de James Chapin - 1924 An Eyeful, de Ernst Laemmle - 1924 Feet of Mud, de Harry Edwards - 1925 Hard Boiled, de Leo McCarey - 1925 Across the Deadline, de Leo D. Maloney - 1925 Speed Mad, de Jay Marchant - 1925 The Flame Fighter, de Robert Dillon - 1925 The Movies, de Roscoe Arbuckle - 1925 Luck and Sand, de Leo D. Maloney - 1926 The Outlaw Breaker, de Jacques Jaccard - 1926 Man Rustlin', de Del Andrews - 1926 My Stars, de Roscoe Arbuckle - 1926 The Devil's Partner, de Fred Becker - 1926 The Road Agent, de J. P. McGowan - 1926 The High Hand, de Leo D. Maloney - 1928 The Little Buckaroo, de Louis King - 1928 The Bronc Stomper, de Leo D. Maloney - 1929 Illusion of Love - 1931 Luces de la ciudad, de Charles Chaplin |

### Guionista
| - 1912 A Close Call, de Mack Sennett - 1913 The Spring of Life, de Dell Henderson - 1913 A Rainy Day, de Dell Henderson - 1913 Cinderella and the Boob, de Dell Henderson | - 1913 Master Jefferson Green, de Dell Henderson - 1913 Faust and the Lily, de Dell Henderson - 1914 A Natural Mistake, de Dell Henderson |